# Rudolf Gaberel

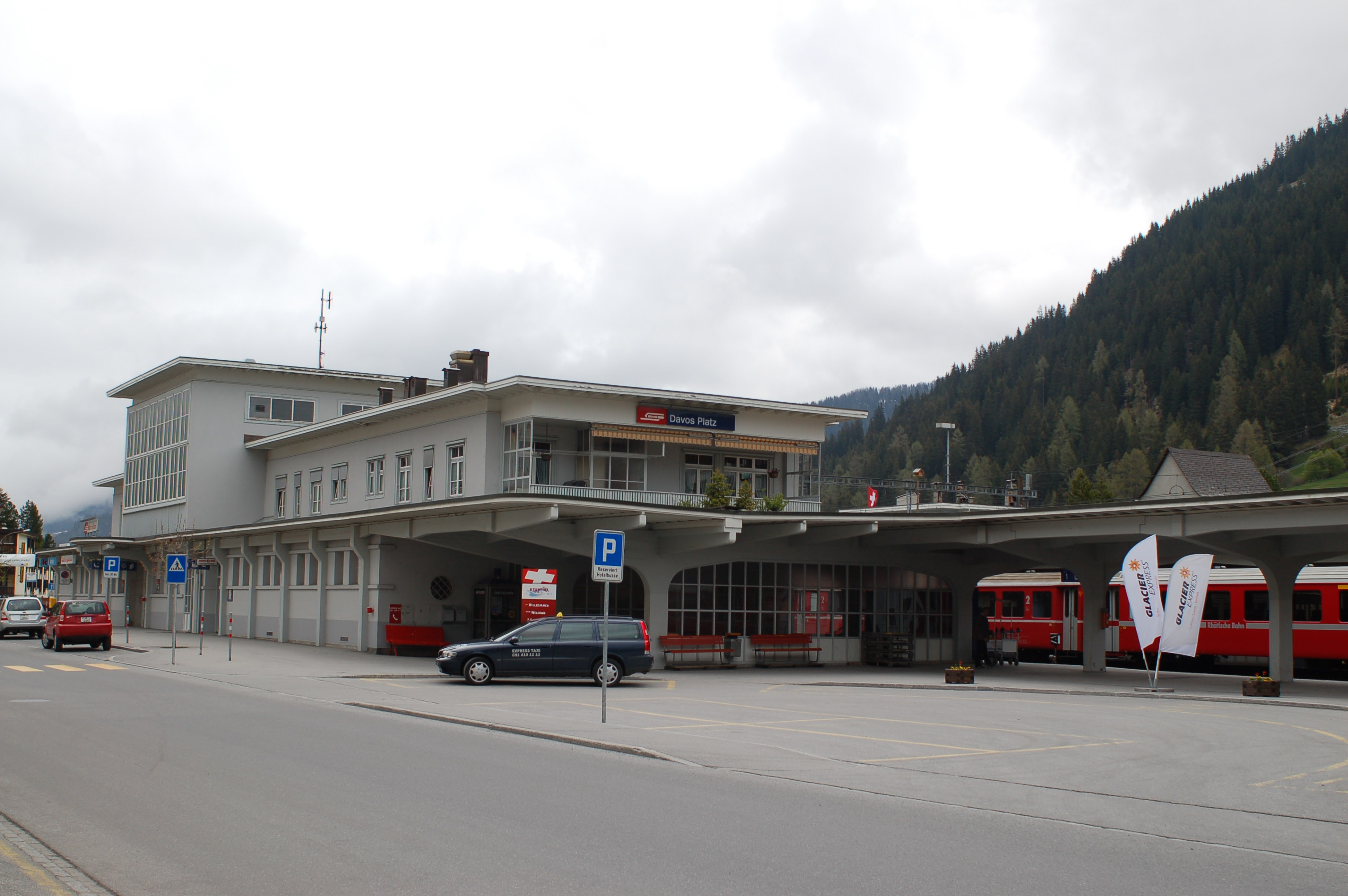
Bahnhof Davos Platz, ein Spätwerk von 1946

Rudolf Gaberel (* 15. Juli 1882 in Bern; † 1. August 1963 in Minusio) war ein Schweizer Architekt, der von 1906 bis nach dem Zweiten Weltkrieg in Davos tätig war und dort vor allem in den 1920er- und 1930er-Jahren bedeutende Bauten der Moderne wie die Höhenklinik Clavadel schuf.

## Ausbildung
Gaberels Jugend und Ausbildung war stark von seiner Tuberkuloseerkrankung geprägt. Der Sohn des Berner Eichmeisters, Kantonalen Inspektors für Gewicht und Mass Arnold Gaberel musste 1899 17-jährig das Realgymnasium krankheitshalber unterbrechen. Nach einer halbjährigen Zimmermannslehre begann er das Architekturstudium am Technikum Burgdorf, um 1901 wiederum in eine Ausbildung beim Architekten Eugen Stettler zu wechseln, während der er zusätzlich Kurse an der Kunstgewerbeschule nahm. 1903 konnte er das Studium wieder aufnehmen, jedoch ohne Abschluss, da ihm im Oktober die Ärzte eine Kur in Italien verordneten. Die Zeit in Pisa nutzte er mit kunsthistorischen Studien; Ausflüge gingen nach Viareggio, Livorno, Volterra, Lucca, San Gimignano und anderen Orten in der Toskana. Dort lernte er auch den deutschen Dichter und Kunsthistoriker Rudolf Borchardt kennen, eine Freundschaft, die ihn prägte. Da keine Besserung seiner Krankheit eintrat, ging er 1904 auf Anraten der Ärzte nach Davos, das für fünf Jahrzehnte sein Lebensmittelpunkt bleiben sollte.

## Berufstätigkeit
Ab 1906 konnte er eine Arbeit als entwerfender Architekt der Chaletfabrik Gaudenz Issler aufnehmen. Die damaligen Entwürfe sind einem Bündner Heimatstil verpflichtet. Werke aus dieser Zeit sind etwa die Freimaurerloge Humanitas in Davos Platz von 1907 und die Villa Cembra in Davos Dorf zwei Jahre später.

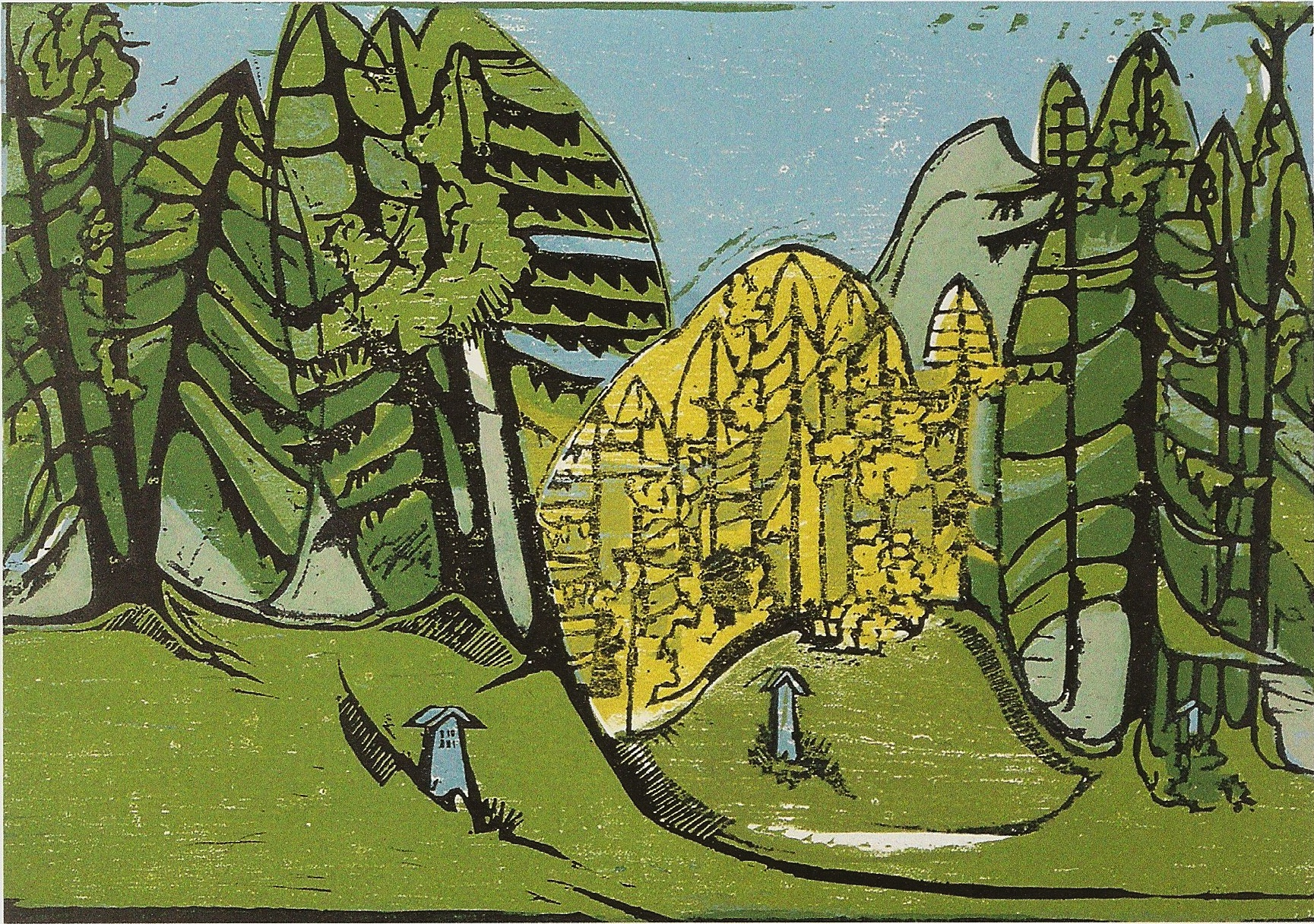
Der Waldfriedhof in künstlerischer Interpretation durch Ernst Ludwig Kirchner, 1933

1909 heiratete Gaberel seine Frau Rosa und bezog ein eigenes Haus in Davos. 1914, wenige Monate vor Ausbruch des Ersten Weltkriegs, gründete er zusammen mit dem Wiesbadener Jacob Liedemann das eigene Büro. Die Partnerschaft war allerdings sehr kurz, da Liedemann am Krieg teilnahm und 1917 fiel. Der Beginn des Büros war wirtschaftlich schwierig. Gaberel befasste sich vorwiegend mit Umbauten. Der Wettbewerbsgewinn eines Kirchgemeindehauses am Berglistutz 1917 wurde wegen Geldmangels nie realisiert. Dennoch stellte Gaberel Ende der 1950er-Jahre diesen Entwurf in seiner Werkliste für das Künstlerlexikon der Schweiz an den Anfang seines Schaffens.
Das erste grössere Projekt im eigenen Büro wurde dann 1920 der Waldfriedhof Davos, ein auf elliptischem Grundriss in einem bestehenden Lärchenwald auf dem inselartigen Areal des Wildbodens locker angeordnetes Ensemble.
Gaberel war in eine aufstrebende Stadt gekommen, deren Bedeutung seit Mitte des 19. Jahrhunderts in ihrer Funktion als Kurort für Tuberkulosekranke lag. Um 1900 war Davos durch die Initiativen Willem Jan Holsboers und Karl Turbans zu einem europäischen Zentrum der Höhenkuren geworden und wurde von Oswald Peters «als Krankenstadt, als eine grosse Hospitalanlage» beschrieben, deren zahlreiche Sanatorien architektonisch von den strikten Hygieneanforderungen, vom seit den 1870er-Jahren lokaltypischen Davoser Flachdach sowie den die ganzen Südfronten beherrschenden Veranden, die für die Liegekuren benötigt wurden, geprägt wurde. Diese Eigenheiten der Davoser (Sanatoriums-)Architektur waren insbesondere für die Vertreter des Neuen Bauens interessant und anschlussfähig.
Ab den 1920er-Jahren plante Gaberel in Davos eine Reihe von Hotel- und Sanatoriumsumbauten und -Neubauten im Sinne dieser Kriterien, also mit flachem Dach, breiten vorgelagerten Balkonen im Sinne des Neuen Bauens, neben dem Umbau der Villa Sophia und der Deutschen Heilstätte in Davos Wolfgang allen voran das Anfang der 1930er-Jahre gebaute Sanatorium der Zürcher Heilstätte in Davos Clavadel.
Durch die Wirtschaftskrise bedingt, baute Gaberel einige seiner Bauten, so die Schule in Davos Frauenkirch, aus Holz und entwickelte hier, wie etwa auch Paul Artaria in Basel und Hans Fischli in Zürich, den Holzbau voran.

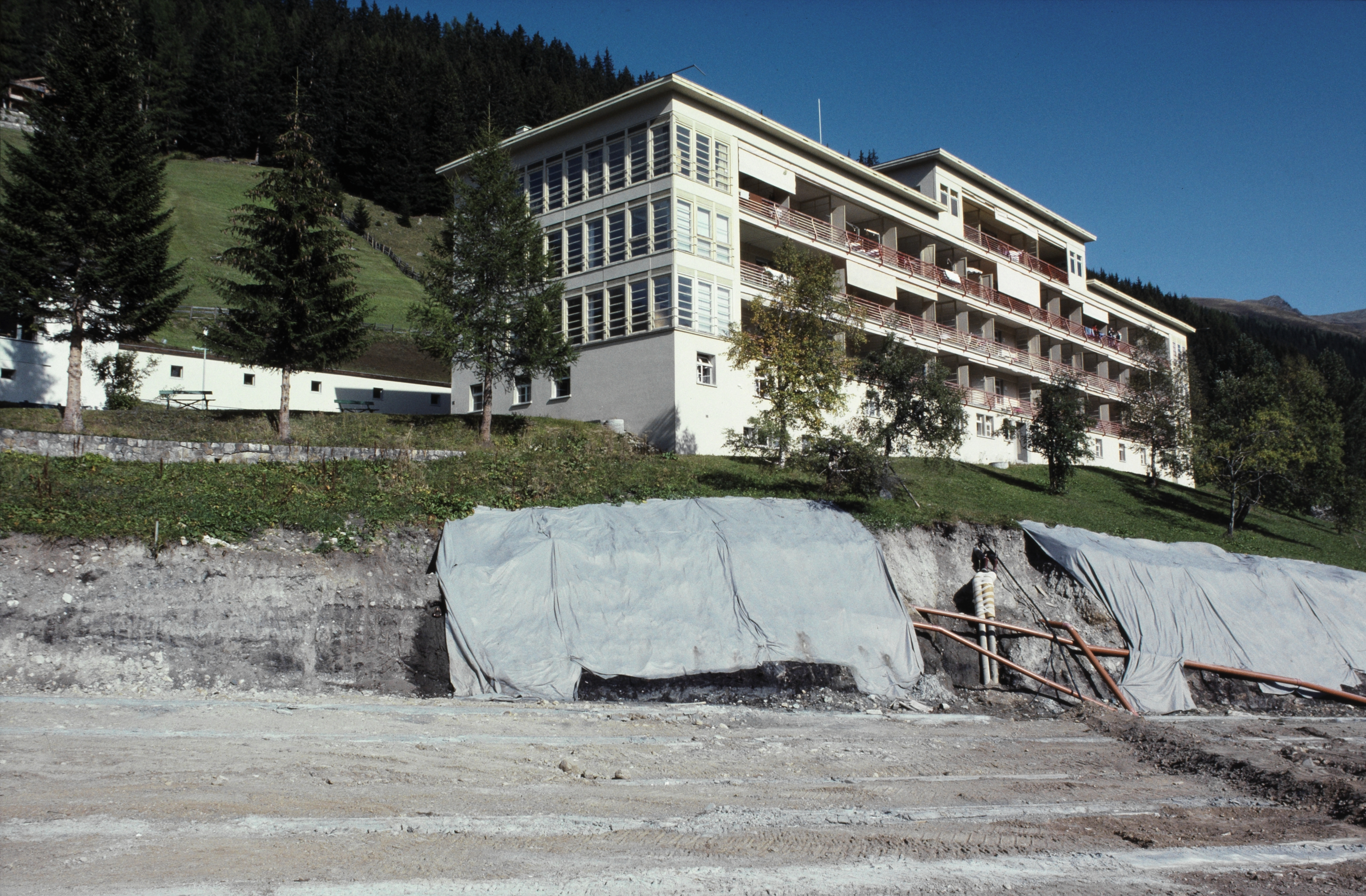
Zürcher Heilstätte Davos Clavadel

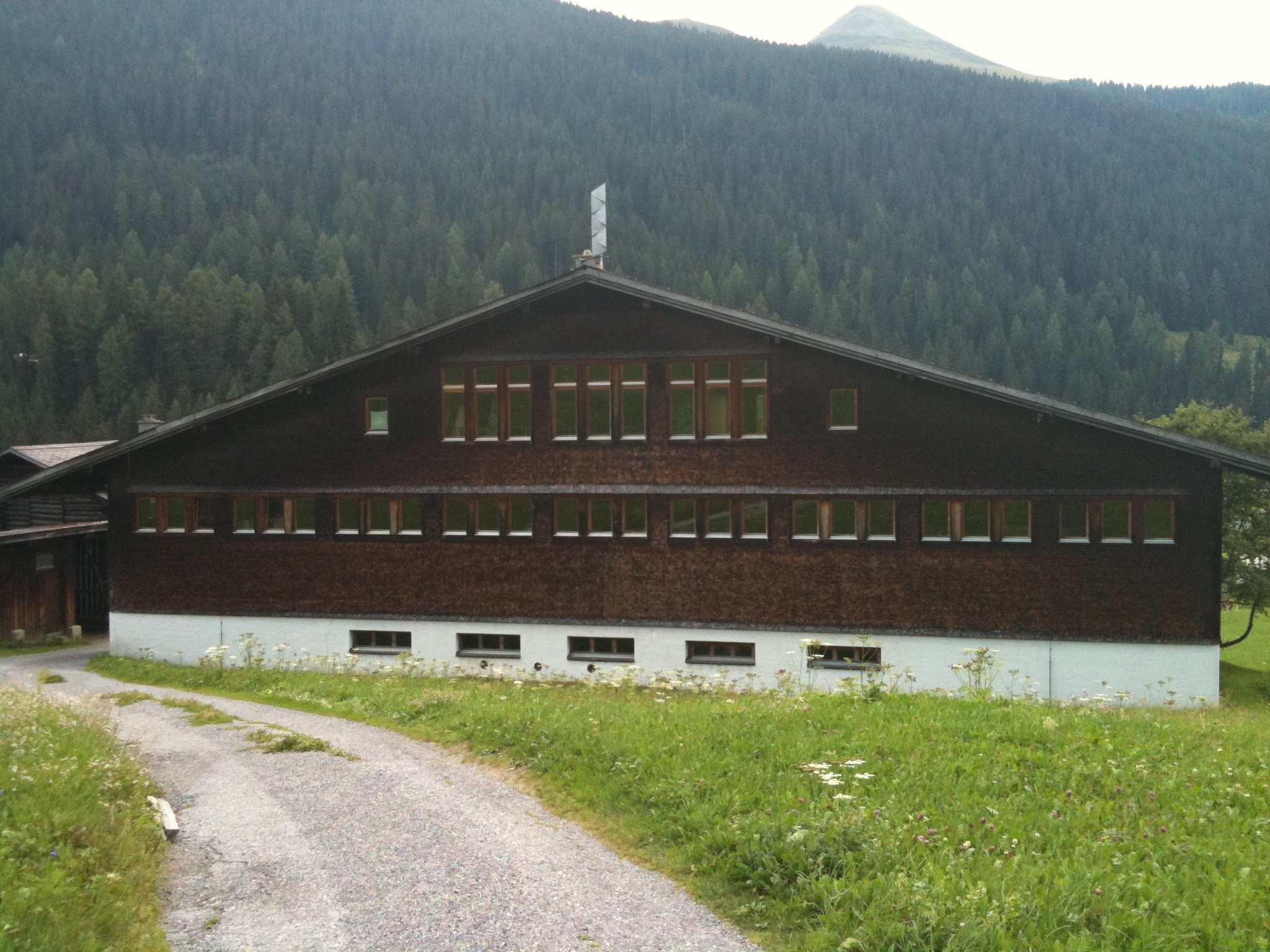
Schulhaus Davos Frauenkirch

## Werke (Auswahl)
- Waldfriedhof, Davos Frauenkirch 1919–20 (mit Christian Issler und Erwin Friedrich Baumann)
- Rathausumbau, Davos 1926
- Arzthaus Burckhardt, Davos 1926
- Deutsche Heilstätte, Davos Wolfgang 1927
- Dorf-Garage, Davos 1927–28
- Zürcher Heilstätte, Davos Clavadel 1927–28
- Eisbahnhaus, Davos 1933
- Arzthaus auf der Grüeni, Davos 1934
- Schulhaus, Davos Frauenkirch 1936
- Kantonsspital, Chur 1941 (mit F. G. Brun)
- Bahnhof, Davos Platz 1949

## Belege
1. ↑  Hanspeter Rebsamen, Werner Stutz: Davos. In: Gesellschaft für Schweizerische Kunstgeschichte (Hrsg.): INSA Inventar der neueren Schweizer Architektur 1850–1920. Band 3. Orell Füssli, Zürich 1982, ISBN 3-280-01397-6, Scalettastrasse 7, S. 440, doi:10.5169/seals-4537 (e-periodica.ch).
2. ↑  Hanspeter Rebsamen, Werner Stutz: Davos. In: Gesellschaft für Schweizerische Kunstgeschichte (Hrsg.): INSA Inventar der neueren Schweizer Architektur 1850–1920. Band 3. Orell Füssli, Zürich 1982, ISBN 3-280-01397-6, Salzgäbastrasse 1, S. 439, doi:10.5169/seals-4537 (e-periodica.ch).
3. ↑  Wettbewerb für ein Pfarrhaus in Davos. In: Schweizerische Bauzeitung. Band 70, Nr. 25, 1917, S. 286–289 (e-periodica.ch).
4. ↑  Der neue Waldfriedhof in Davos. In: Das Werk. Band 9, Nr. 7, 1922, S. 133–136 sowie einige Abbildungen im Heft, doi:10.5169/seals-10631.
5. ↑  Oscar Peter, Wilhelm Hauri: Davos. Zur Orientierung für Ärzte und Kranke. Hugo Richter Verlagsbuchhandlung, Davos 1893. Zitiert nach: INSA Davos. Band 3, S. 348, Der Aufstieg von Davos  (e-periodica.ch).
6. ↑  Das Holzcementdach fand in Graubünden seit den 1860er Jahren rasche Verbreitung, siehe: Georg Lasius: Die Holz-Cement-Bedachung: Vortrag. In: Die Eisenbahn. Band 6, Nr. 5, 1877, S. 38, doi:10.5169/seals-5669.
7. ↑  Erwin Poeschel: Das flache Dach in Davos. In: Das Werk. Band 15, Nr. 4, 1928, S. 102–108, doi:10.5169/seals-15161.
8. ↑  N.N.: Davoser Bauten von Arch. Rudolf Gaberel. In: Schweizerische Bauzeitung. Band 100, Nr. 8, 1932, S. 105–111, doi:10.5169/seals-45545.
9. ↑  Erwin Poeschel: Die chirurgische Klinik der Zürcher Heilstätte in Clavadel, Davos : Architekt Rudolf Gaberel. In: Werk. Band 23, Nr. 1, 1936, S. 9–16, doi:10.5169/seals-19890.

| Personendaten    | Personendaten       |
| ---------------- | ------------------- |
| NAME             | Gaberel, Rudolf     |
| KURZBESCHREIBUNG | Schweizer Architekt |
| GEBURTSDATUM     | 15. Juli 1882       |
| GEBURTSORT       | Bern                |
| STERBEDATUM      | 1. August 1963      |
| STERBEORT        | Minusio             |